# USS Louisville (CA-28)
USS Louisville (CA-28) byl těžký křižník amerického námořnictva třídy Northampton. Byl postaven v loděnici Puget Sound Navy Yard v Bremertonu ve státu Washington. 
Za druhé světové války křižník operoval v Pacifiku. Například se účastnil bitvy u Leyte či dobytí Okinawy. Křižník v pořádku přečkal válečné operace a v roce 1946 byl vyřazen z aktivní služby. V roce 1959 byl sešrotován.